# 工業與工程化學研究
《工業與工程化學研究》（英語：Industrial & Engineering Chemistry Research）是由美國化學學會出版的同行評審的科學雜誌。其內容涵蓋各式化學工程學研究。總編輯為德州大學奧斯汀分校的唐納德·R·保羅（Donald R. Paul）。
前身是於1909年創刊的《工業與工程化學期刊》（Journal of Industrial & Engineering Chemistry）。1930年，更名為《工業與工程化學》（Industrial & Engineering Chemistry）。直到1970年才改為目前名稱。
根據《期刊引證報告》，2016年該期刊的SCI影響指數為2.843。

## 外部連結
- 官方网站